# ألمانيا في الحرب العالمية الأولى
خلال الحرب العالمية الأولى الإمبراطورية الألمانية كانت إحدى قوات المحور والتي خسرت بشكل كلي الحرب. بدأت ألمانيا الاشتراك في الصراع عندما أعلنت الحرب نمسا-المجر على المملكة الصربية. الجيش الألماني قاتل الحلفاء سواء من الجبهة الشرقية أو الجبهة الغربية. بالرغم من ذلك فقد كانت المعسكرات الألمانية متقاربة في الأمان وبعيدة عن أي انتشار حربي طوال الحرب.
تجاوب الألمان مع بداية الحرب خلال 1914 بحماسة عامة كما تجاوب معها كافة سكان أوروبا. الحكومة الألمانية، مسيطرة من خلال النخبة السياسية والاقتصادية، فكرت ألمانيا في القضاء على الدول المنافسة لها كفرنسا، المملكة المتحدة، روسيا. الهدف كما ذكر المؤلفون الألمان وضع ألمانيا «الأمة» تحت ضوء الشمس، وهي الخطة التي وضعها ويليام الثاني القيصر الألماني، وهو الفكر الذي يتناسب واقعا من الأصولية الألمانية الملكية. والتقليل من الخطر المحدق القادم من الحزب الاشتراكي الألماني. احتقارًا لتاريخهم، قام الحزب الألماني الاشتراكي بقبول عرض الدولة للحرب، وقام الحزب بترك مسؤولياته العالمية فقط لدعم الحرب.

## نظرة عامة
سرعان ما أصبح واضحًا أن ألمانيا لم تكن مستعدة لحرب تستمر أكثر من بضعة أشهر. في البداية، لم يُقدَّم الكثير لتنظيم الاقتصاد في زمن الحرب، وبقي اقتصاد الحرب الألماني منظمًا بشكل سيئ طوال الحرب. اعتمدت ألمانيا على الواردات من المواد الغذائية والمواد الخام، والتي توقفت بسبب الحصار البريطاني لألمانيا. كانت أسعار المواد الغذائية محدودة في البداية، ثم قُدِّم التقنين. في عام 1915 ذُبِح خمسة ملايين خنزير فيما يسمى بمذبحة الخنازير (بالألمانية: Schweinemord) لتوفير الطعام والحفاظ على الحبوب. كان يُسمى شتاء 1916-1917 «شتاء اللفت» لأن حصاد البطاطس كان سيئًا وكان الناس يأكلون علف الحيوان بما في ذلك اللفت رديء الطعم. خلال الحرب من أغسطس 1914 إلى منتصف عام 1919، وصلت الوفيات الزائدة خلال وقت السلم بسبب سوء التغذية وارتفاع معدلات الإرهاق والمرض واليأس إلى حوالي 474000 مدني.

### 1914-1915
فتح الجيش الألماني الحرب على الجبهة الغربية بنسخة معدلة من خطة شليفن، والتي صُمِّمت لمهاجمة فرنسا بسرعة عبر بلجيكا المحايدة قبل أن تتجه جنوبًا لتطويق الجيش الفرنسي على الحدود الألمانية. قاوم البلجيكيون وخربوا نظام السكك الحديدية الخاص بهم لتأخير الألمان. لم يتوقع الألمان هذا الأمر لذا فقد تأخروا، وردوا بعمليات انتقامية منظمة على المدنيين، مما أدى إلى مقتل ما يقرب من 6000 من غير المقاتلين البلجيكيين، من بينهم نساء وأطفال، وحرق 25000 منزل ومبنى. دعت الخطة الجناح الأيمن للتقدم الألماني للالتقاء في باريس، وفي البداية، كان الألمان ناجحين للغاية، لا سيما في معركة الحدود (14-24 أغسطس). بحلول 12 سبتمبر، أوقف الفرنسيون بمساعدة القوات البريطانية التقدم الألماني شرق باريس في معركة مارن الأولى (5-12 سبتمبر). تدل الأيام الأخيرة من هذه المعركة على نهاية الحرب المتنقلة في الغرب. الهجوم الفرنسي على ألمانيا الذي بدأ في 7 أغسطس مع معركة ميلوز كان له نجاح محدود.
في الشرق، دافع جيش ميداني واحد فقط عن بروسيا الشرقية، وعندما هاجمت روسيا في هذه المنطقة، حوّلت القوات الألمانية المخصصة للجبهة الغربية. هزمت ألمانيا روسيا في سلسلة من المعارك المعروفة مجتمعة باسم معركة تاننبرغ الأولى (17 أغسطس - 2 سبتمبر)، ولكن هذا التحويل أدى إلى تفاقم مشاكل عدم كفاية سرعة التقدم من رؤساء السكك الحديدية التي لم يتوقعها فريق الأركان العامة الألمانية. وهكذا حُرمت القوى الوسطى من النصر السريع وأُجبرت على خوض حرب على جبهتين. كان الجيش الألماني قد شقّ طريقه إلى موقع دفاعي جيد داخل فرنسا وأقعَدَ بشكلٍ دائم عددًا من الجنود الفرنسيين والبريطانيين يفوق عددهم المُقعدين الذين خسرهم الجيش الألماني بـ 230.000 جندي. على الرغم من ذلك، ضيعت مشاكل الاتصالات وقرارات القيادة المشكوك فيها ألمانيا فرصة الحصول على نصر مبكر.

### 1916
تميز عام 1916 بمعركتين كبيرتين على الجبهة الغربية، في فردان والسوم. واستمر كل منهما معظم العام، وحقق الحد الأدنى من المكاسب، واستنزف أفضل الجنود من كلا الجانبين. أصبحت فردان رمزًا مميزًا للقوة القاتلة للأسلحة الدفاعية الحديثة، مع 280,000 من الخسائر الألمانية، و315000 من الفرنسيين. في معركة السوم، كان هناك أكثر من 400000 ضحية ألمانية، مقابل أكثر من 600000 ضحية من الحلفاء. في معركة فردان، هاجم الألمان ما اعتبروه من أبرز التجمعات الفرنسية الضعيفة والتي كان الفرنسيون يدافعون عنها لأسباب تتعلق بالفخر الوطني. كان السوم جزءًا من خطة متعددة البلدان للحلفاء للهجوم على جبهات مختلفة في وقت واحد. تفاقمت المشاكل الألمانية أيضًا بسبب «هجوم بروسيلوف» الروسي الكبير، حيث على الرغم من أن ألمانيا عانت من أقل من حلفائها مع ما يقرب من 150.000 من ضحايا القوى المركزية البالغ عددهم حوالي 770,000، ولكنه كان متزامنًا مع هجوم السوم والقوات الألمانية ملتزمة بالفعل بهجوم فردان. ينقسم الخبراء الألمان في تفسيرهم للسوم. يقول البعض إنها كانت مواجهة متساوية الأطراف، لكن معظمهم يعتبرها انتصارًا بريطانيًا ويجادلون بأنها تمثل النقطة التي بدأت عندها المعنويات الألمانية في التراجع الدائم وفقدت المبادرة الاستراتيجية، إلى جانب قدامى المحاربين الذين لا يمكن تعويضهم والثقة.

### 1917
في أوائل عام 1917، أصبحت قيادة الحزب الاشتراكي الديمقراطي تشعر بالقلق إزاء نشاط الجناح اليساري المناهض للحرب الذي كان ينظم باسم «SAG»، أي: مجموعة العمل الاجتماعي الديمقراطي. في 17 يناير، قاموا بنفيهم، وفي أبريل 1917، استمر اليسار في تشكيل الحزب الديمقراطي الاجتماعي المستقل في ألمانيا. الفصيل المتبقي كان يعرف آنذاك باسم حزب الأغلبية الاشتراكي الديمقراطي في ألمانيا. حدث هذا عندما تلاشى الحماس للحرب مع الأعداد الهائلة من الضحايا، وتناقص الإمداد بالعمالة البشرية، والصعوبات المتزايدة على الجبهة الداخلية، وتدفق تقارير الضحايا الذي لا ينتهي. بدأ موقف أكثر تشاؤمًا وسوءًا بين عامة الناس. كان أبرز ما حدث هو أول استخدام غاز الخردل في الحرب، في معركة إيبرس.
بعد ذلك، ارتفعت الروح المعنوية في الانتصارات ضد صربيا واليونان وإيطاليا وروسيا والتي حققت مكاسب كبيرة للقوى المركزية. كانت المعنويات في ذروتها منذ عام 1914 في نهاية عام 1917 وبداية عام 1918 مع هزيمة روسيا بعد صعودها إلى الثورة، واستعد الشعب الألماني لما قال لوديندورف بأنه سيكون «هجوم السلام» في الغرب.

### 1918
في ربيع 1918، أدركت ألمانيا أن الوقت ينفد. لقد أعدت للهجوم الحاسم مع جيوش جديدة وتكتيكاتٍ جديدة، على أمل كسب الحرب على الجبهة الغربية قبل ظهور ملايين الجنود الأميركيين في المعركة. سيطر الجنرال إريك لودندورف والمُشير الميداني بول فون هيندينبرغ على الجيش بشكل كامل، وكان لديهم عدد كبير من التعزيزات التي نُقِلَت من الجبهة الشرقية، وقاموا بتدريب جنود العاصفة باستخدام أساليب جديدة للسباق عبر الخنادق ومهاجمة مراكز القيادة والاتصالات التابعة للعدو. سوف تعيد التكتيكات الجديدة بالتأكيد الحركة إلى الجبهة الغربية، لكن الجيش الألماني كان متفائلًا للغاية.
خلال شتاء 1917-1918، كان الحال هادئًا على الجبهة الغربية، حيث بلغ متوسط الخسائر البريطانية 3000 فقط في الأسبوع. كانت الهجمات الشديدة مستحيلة في فصل الشتاء بسبب الوحل السميك كالكراميل. بهدوء أحضر الألمان أفضل جنودهم من الجبهة الشرقية، واختاروا نخبة من قوات العاصفة، ودربوهم طوال فصل الشتاء على التكتيكات الجديدة. مع استخدام توقيت ساعة التوقيت، وضعت المدفعية الألمانية حاجزًا ناريًا مفاجئًا ومخيفًا أمام مشاتها المتقدمين. أثناء التنقل في وحدات صغيرة وإطلاق مدافع رشاشة خفيفة، كان جنود العاصفة يتخطون نقاط قوة العدو، ويتوجهون مباشرة إلى الجسور الحيوية ومراكز القيادة ومخازن الإمداد وقبل كل شيء بطاريات المدفعية. عن طريق قطع اتصالات العدو سوف يشلون الاستجابة في نصف الساعة الأولى الحرجة. عن طريق إسكات المدفعية كانوا يكسرون قوة العدو العدوانية. أرسلت الجداول الصارمة موجتين أخريين من المشاة للتخلص من النقاط القوية التي اجتيزت. كانت قوات الصدمة تخيف وتشوش الخط الأول من المدافعين، الذين كانوا يفرون مذعورين. في إحدى المرات، انهارت إحدى وحدات فرقة الحلفاء المترددة وهربت مذعورة؛ بينما هرعت التعزيزات على متن الدراجات الهوائية.